# Dichelachne inaequiglumis
Dichelachne inaequiglumis är en gräsart som först beskrevs av Eduard Hackel och Thomas Frederic Cheeseman, och fick sitt nu gällande namn av Elizabeth Edgar och Henry Eamonn Connor. Dichelachne inaequiglumis ingår i släktet Dichelachne och familjen gräs. Inga underarter finns listade i Catalogue of Life.